# El Amante
"El Amante" (Português: O Amante) é uma canção do cantor porto-riquenho Nicky Jam. É o quarto single de seu álbum Fénix e foi produzido por Cristhian Mena. Foi lançada em 15 de janeiro de 2017 no YouTube.

## Videoclipe
Nicky jam estava escutando uma garota gritando a seu namorado e a namorada diz ao seu namorado que não a siga. Nicky Jam também quis dizer que ele se sente da sua namorada. Ao final, Nicky Jam fiz um sentimento mal para o garoto. Nicky Jam também fiz a versão remix da canção "El Amante" com 2 cantores porto-riquenhos, Bad Bunny e Ozuna.

## Desempenho nas paradas
| Parada (2017)             | Melhor posição |
| ------------------------- | -------------- |
| França (SNEP)             | 135            |
| Itália (FIMI)             | 17             |
| Espanha (PROMUSICAE)      | 10             |
| US Billboard Hot 100      | 92             |
| U.S Billboard Latin Songs | 2              |